# Space (album de Jimmy Cauty)
Space este un album conceptual ambient house din 1990, creat de Jimmy Cauty sub aliasul Space. Inițial fiind gîndit ca albumul de debut al proiectului muzical The Orb, Space a fost reprodus ca album solo a lui Cauty, după plecarea acestuia din trupă. Space a fost lansat independent la casa de discuri a lui Cauty, KLF Communications, care a fost formată pentru a  distribui celelate lucrări ale lui Cauty, din proiectul The KLF.

## Lista pieselor
Space cuprinde opt piese contigue pe cele două părți de vinil sau o piesă pe un CD.
1. "Mercury"  – 1:53
2. "Venus"  – 2:10
3. "Mars"  – 8:24
4. "Jupiter"  – 6:35
5. "Saturn"  – 2:47
6. "Uranus"  – 2:57
7. "Neptune"  – 9:38
8. "Pluto"  – 3:57

În notele de album nu sunt trecute duratele pieselor; acestea sunt estimative.